# Die drei Musketiere
Die drei Musketiere (französisch: Les Trois Mousquetaires) ist ein Roman von Alexandre Dumas dem Älteren in Zusammenarbeit mit Auguste Maquet. Er wurde 1844 veröffentlicht und ist der erste Teil einer Trilogie über d’Artagnan und seine drei Freunde Athos, Porthos und Aramis, die zu den Musketieren der Garde gehören. Die Folgebände heißen Zwanzig Jahre danach und Der Vicomte von Bragelonne oder Zehn Jahre später.

## Publikationsgeschichte

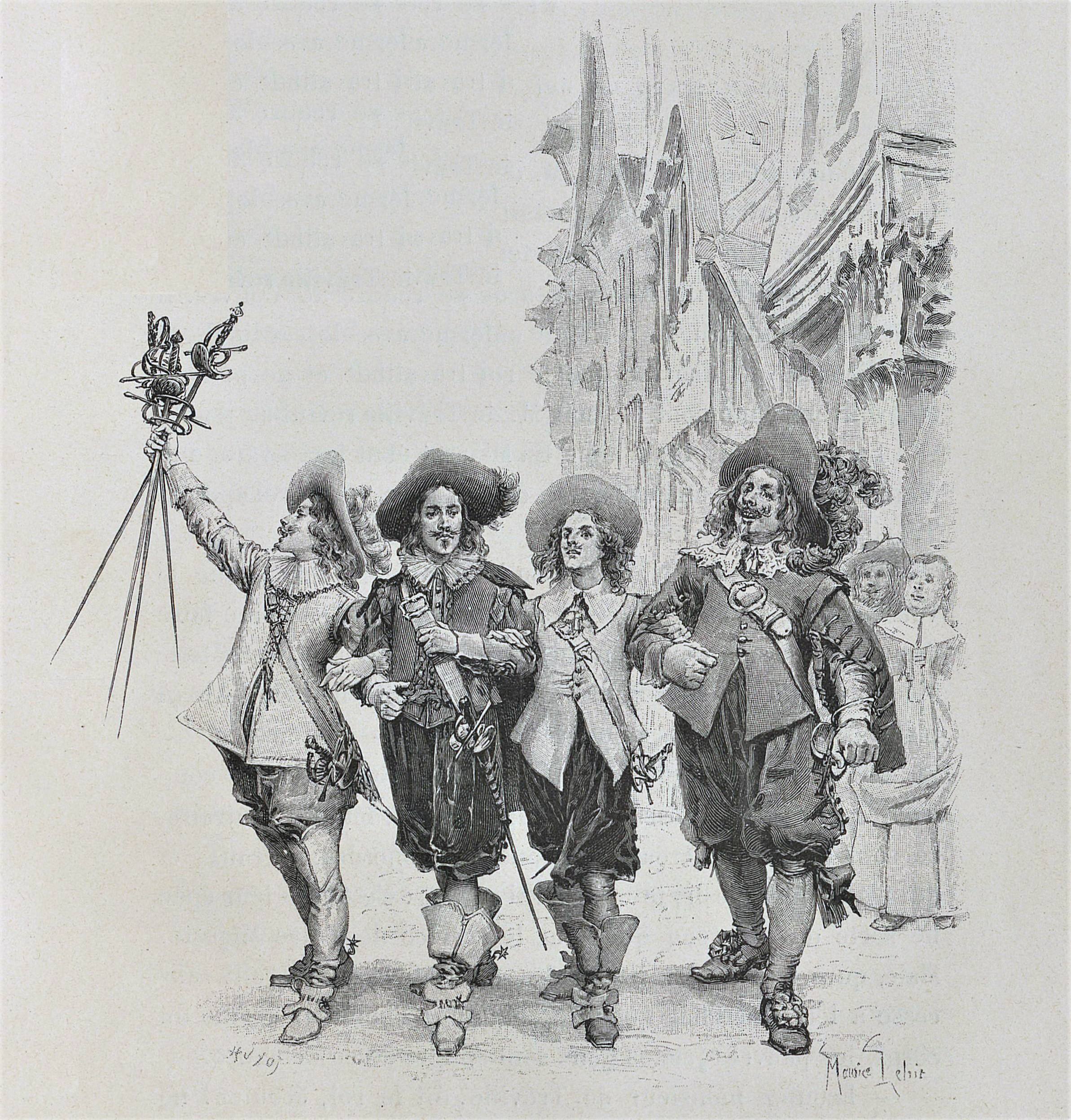
D’Artagnan und die drei Musketiere, Illustration von 1894

Der Roman basiert auf Les Mémoires de d’Artagnan (D’Artagnans Erinnerungen) (1700) von Gatien de Courtilz de Sandras. Er wurde vom 14. März bis zum 14. Juli 1844 kapitelweise in der Zeitung Le Siècle veröffentlicht und erschien im Jahr darauf erstmals als Buch. Dumas hatte zunächst den Romantitel „Athos, Porthos & Aramis“ vorgesehen, der dem Feuilleton-Redakteur Desnoyers von Le Siècle jedoch zu kompliziert erschien. Er schlug den Namen „Die drei Musketiere“ vor, der von Dumas auch wegen des absurden Umstands akzeptiert wurde, dass der Roman eigentlich die Geschichte des vierten Musketiers erzählt. Der Roman wurde vielfach ins Deutsche übertragen, zuerst 1844 von Wilhelm Ludwig Wesché. Im 20. Jahrhundert war er die Vorlage für zahlreiche Verfilmungen.
Im Jahr 1845 verfasste Dumas die Fortsetzung Vingt ans après (Zwanzig Jahre danach). Sie spielt während des Bürgerkriegs der Fronde, in dem die vier Freunde auf verschiedenen Seiten kämpfen. Im Jahr 1847 erschien schließlich der dritte Teil, Le Vicomte de Bragelonne ou Dix ans plus tard (Der Vicomte von Bragelonne oder Zehn Jahre später), der die Geschichte vom Mann mit der eisernen Maske erzählt. Im Roman ist der Unbekannte Philippe, der Zwillingsbruder des Königs, der in der Bastille gefangen gehalten wird und dessen wahre Identität die Maske verbergen soll. Auch dieses Werk wurde mehrfach verfilmt.

## Handlung

### Paris
Im April des Jahres 1625 bricht der junge Gascogner d’Artagnan nach Paris auf, um Mitglied der Musketiere der Garde zu werden. In der Stadt Meung macht sich Rochefort, ein Spion des Kardinals Richelieu, über d’Artagnans Pferd lustig, was zu einer Auseinandersetzung führt. D’Artagnan wird verprügelt, und Rochefort stiehlt ihm sein Empfehlungsschreiben. Doch d’Artagnan sieht, wie Rochefort einer Frau, Lady de Winter, Anordnungen Richelieus überbringt. Lady de Winter ist ebenfalls eine Spionin des Kardinals.
In Paris wird d’Artagnan bei dem Hauptmann der Musketiere, Monsieur de Tréville, vorstellig, doch dieser kann ihm keinen Platz in der Musketiersgarde geben, denn man muss besondere Verdienste dafür vorweisen oder in einer anderen Kompanie gedient haben. Vom Fenster Trévilles aus bemerkt d’Artagnan Rochefort auf der Straße und stürzt aus dem Hauptquartier, um seinen „Mann aus Meung“ einzuholen. Auf der Treppe prallt er gegen die verletzte Schulter von Athos, verwickelt sich draußen in dem Mantel von Porthos und zieht vor einer Taverne ein kompromittierendes Taschentuch unter Aramis’ Fuß hervor, was ihm drei Duelle mit diesen Musketieren einbringt.
Duelle sind durch ein Edikt des Königs Ludwig XIII. verboten, und so versuchen die Kardinalsgarden, als sie die vier Duellanten überraschen, die Musketiere festzunehmen. Die Musketiere ergeben sich nicht, obwohl sie in der Minderheit sind. D’Artagnan schlägt sich auf die Seite der Musketiere, und nach einem hart erkämpften Sieg wird er von Athos, Porthos und Aramis als Freund angenommen. Tréville vermittelt d’Artagnan einen Platz in der Kompanie von Monsieur des Essarts im Régiment des Gardes françaises.

### Die Diamantspangen
Der junge Gascogner verliebt sich in die Frau seines Vermieters, Constance Bonacieux. Diese ist Kammerfrau bei der Königin Anna von Österreich und vermittelt zwischen der Königin und dem Herzog von Buckingham, der aufgrund eines von Richelieu gefälschten Briefes nach Paris kommt. Buckingham und die Königin treffen sich zu einem Stelldichein und Anna überreicht Buckingham zwölf Diamantspangen als Andenken. Um Anna des Ehebruchs zu überführen und weitere Informationen zu erlangen, lässt Richelieu Monsieur Bonacieux verhaften. Als dieser vor den Augen der Musketiere abgeführt wird, erkennen sie die Größe der Intrige, in die sie geschlittert sind, und schwören sich „Einer für alle, alle für einen“.
Richelieu überzeugt den König, ein Fest zu geben, an dem die Königin die Diamantspangen tragen soll. Gleichzeitig schickt er Lady de Winter nach England, um Buckingham zwei der Spangen zu stehlen, so dass er sicher sein kann, dass die Königin die Spangen am Fest nicht tragen kann. Die Königin beauftragt Constance Bonacieux, jemanden zu finden, der die Broschen zurückbringt. Constance versucht zuerst, ihren Mann dafür zu gewinnen, aber dieser, von Richelieu inzwischen als Spion angeworben, verrät ihr Vorhaben dem Kardinal. Und so werden die vier Freunde, die den Auftrag übernehmen, von den Schergen des Kardinals verfolgt.
Unterwegs unterliegt Porthos im Duell einem scheinbar Betrunkenen, Aramis wird angeschossen und Athos als Falschmünzer angeklagt. Nur d’Artagnan kann sich bis nach England durchschlagen. Er erreicht den Herzog von Buckingham, dieser lässt binnen einer Nacht zwei Spangen nachmachen, und d’Artagnan kehrt mit den Diamantspangen gerade noch rechtzeitig nach Paris zurück.
In der Zwischenzeit ist Constance von Richelieu entführt worden. Bevor d’Artagnan sich jedoch auf die Suche nach ihr macht, versucht er, seine Freunde wiederzufinden. Diese befinden sich noch dort, wo er sie verließ: Porthos ist verletzt, Aramis bereit, in ein Kloster einzutreten – wovon ihn d’Artagnan aber dank eines Briefes von Aramis’ Geliebter, Madame de Chevreuse, abbringt –, und Athos stark betrunken in einem Keller eingesperrt. Sie kehren zusammen nach Paris zurück, wo Monsieur de Tréville ihnen eröffnet, dass ihre jeweiligen Truppen an der Belagerung von La Rochelle teilnehmen werden. Während die drei Musketiere und die Garde sich auf die Jagd nach ihrer Ausrüstung machen, trifft d’Artagnan den Schwager von Milady, Lord de Winter, mit dem er sich duelliert. Er lässt ihm das Leben, und Lord de Winter lädt ihn zu seiner Schwägerin ein. D’Artagnan macht Milady den Hof, sie verhält sich zunächst freundlich. Da nutzt d’Artagnan die Dunkelheit und gibt sich als ihr Geliebter, de Wardes, aus. Er verbringt eine Nacht mit ihr, will aber auch unter seinem Namen ihre Liebe erhalten und fälscht deswegen einen Brief de Wardes’. Daraufhin verbringt Milady mit d’Artagnan die Nacht und versucht, ihn zur Rache an de Wardes aufzustacheln. Doch d’Artagnan gesteht ihr die Beischlaferschleichung, woraufhin Milady versucht, ihn zu töten. Im Kampf zerreißt ihr Nachthemd, und d’Artagnan sieht das Brandmal der Lilie auf ihrer Schulter.
Er erkennt, dass Milady Athos’ Ehefrau ist, die dieser vor mehreren Jahren eigenhändig erhängt zu haben glaubte, als er nach ihrer Hochzeit die Lilie auf ihrer Schulter als Brandzeichen entdeckte.

### La Rochelle
Zunächst befindet sich d’Artagnan ohne seine drei Kameraden, die als Musketiere immer in der Nähe des Königs zu sein haben, bei seinem Regiment vor La Rochelle. Der König war erkrankt und kann deswegen noch nicht an der Belagerung teilnehmen. D’Artagnan findet fast den Tod in einem Hinterhalt, den Milady als Rache angezettelt hat. Auch einem zweiten Mordanschlag mit vergiftetem Wein entkommt er nur knapp, doch einer der Handlanger Miladys stirbt daran, im selben Moment, in dem auch die Musketiere endlich das Lager erreichen. Sie erkennen, wie gefährlich Lady de Winter ist.
Eines Abends folgen Athos, Porthos und Aramis Richelieu zu einer Herberge, in der er Lady de Winter trifft. Der Kardinal verlangt von ihr, sie solle mit Buckingham Verhandlungen aufnehmen, um das Eingreifen der Engländer in die Kriegshandlungen zu verhindern, und wenn der Herzog nicht dazu bereit sei, solle sie ihn töten. Dazu gibt er ihr einen Freibrief. Sie verlangt als Gegenleistung d’Artagnans Kopf. Die Musketiere hören das Gespräch durch ein kaputtes Ofenrohr mit, und Athos erkennt die Stimme seiner Frau. Als der Kardinal die Herberge wieder verlassen hat, kehrt Athos zu Lady de Winter zurück und verlangt von ihr die Herausgabe des Freibriefs.
Da sie im Lager nicht offen reden können, veranstalten die drei Musketiere und d’Artagnan ein vom Kampf umtobtes Picknick in einer Bastion nahe bei La Rochelle. Unter dem Feuer der Feinde beschließen sie, an Lord de Winter, den Schwager Miladys, zu schreiben und ihm Lady de Winters Pläne zu offenbaren, damit er sie bei ihrer Ankunft in England festnimmt. Außerdem schreibt Aramis einen Brief an seine Geliebte, damit sie sich bei der Königin nach dem Verbleib von Constance Bonacieux erkundigt. Zurück im Lager werden sie als Helden gefeiert, und d’Artagnan wird endlich Musketier.

### Constance
Lady de Winter wird bei ihrer Ankunft in England tatsächlich von ihrem Schwager festgenommen, doch sie kann ihren Wärter John Felton verführen und ihn dazu bringen, Buckingham zu erstechen. Sie kehrt nach Frankreich zurück und versteckt sich in demselben Kloster, in dem auch Constance Bonacieux Schutz gesucht hat. Nach der Belagerung von La Rochelle machen sich die Musketiere – die jetzt vier sind – auf die Suche nach Constance, deren Aufenthaltsort sie von Madame de Chevreuse erfahren haben. Doch sie kommen zu spät, Lady de Winter hat die junge Frau aus Rache an d’Artagnan vergiftet und ist geflohen. Constance stirbt in d’Artagnans Armen.
Athos schwört Rache und beauftragt den Henker von Lille, Lady de Winter zu töten. Als Beweis, dass er das Recht hat, über sie zu richten, zeigt er dem Henker den Freibrief des Kardinals. Die Musketiere und Lord de Winter, der Lady de Winter nachgereist ist, finden die Mörderin in Armentières und sprechen sie einstimmig schuldig. Der Henker schlägt ihr den Kopf ab und versenkt ihren Körper in der Lys. Richelieu will die Musketiere für ihre Taten bestrafen, doch d’Artagnan zeigt auch ihm seinen eigenen Freibrief. Daraufhin übergibt der Kardinal ihm ein Leutnantspatent für eine Stelle bei den Musketieren. Der Name ist noch frei. Nachdem seine Freunde auf d’Artagnans Fragen hin ablehnen, schreibt endlich Athos d’Artagnans Namen in das Papier.
D’Artagnan duelliert sich drei Mal mit Rochefort und befreundet sich schließlich mit ihm. Die Wege der Freunde jedoch trennen sich: Porthos heiratet eine reiche Witwe, Aramis tritt in ein Kloster ein, und Athos zieht sich auf eine Grafschaft zurück, die er geerbt hat. Nur d’Artagnan bleibt als Leutnant bei den Musketieren.

## Zwanzig Jahre danach

### Die Suche nach den verlorenen Freunden
Zwanzig Jahre nach den Ereignissen, die in den drei Musketieren geschildert wurden, macht sich d’Artagnan, immer noch Leutnant der Musketiere, auf Geheiß Mazarins auf, um seine Freunde zu suchen. Es ist die Zeit der Fronde und Mazarin versucht, sich mit treuen und vor allem kampferprobten Männern zu umgeben. Doch nur Porthos, Chevalier du Vallon de Bracieux et de Pierrefonds, willigt ein, d’Artagnan zu folgen. Er ist inzwischen Witwer und langweilt sich auf seinen Besitztümern, jede Abwechslung ist ihm willkommen, umso mehr, da d’Artagnan ihm den Titel eines Barons verspricht, wenn er Mazarin treu dient.
Aramis, Chevalier d’Herblay und Abbé in einem Kloster in Noisy-le-Sec, erklärt, er sei zu weltabgewandt, um die Waffen wieder zu ergreifen, doch d’Artagnan entdeckt, dass er der Geliebte von Madame de Longueville, einer Frondeuse, ist, mit der er am Ende des Romans auch einen Sohn haben wird.
Athos, Comte de la Fère et de Bragelonne, lebt mit seinem Sohn, Raoul de Bragelonne, auf dem Gut, das er geerbt hat. Auch er weigert sich, in den Dienst Mazarins zu treten, verschweigt d’Artagnan aber, dass er und Aramis von Rochefort für die Fronde und die Befreiung des Herzogs von Beaufort angeworben wurden.

### Mordaunt
Die vier Freunde finden sich also in verschiedenen Lagern wieder und es kommt nach der Befreiung des Herzogs von Beaufort zu einem ersten, wenig freundschaftlichen Zusammentreffen, denn d’Artagnan und Porthos waren ursprünglich von Mazarin ausgesandt worden, um den Herzog wieder einzufangen. Dies wird von Athos und Aramis vereitelt. Nach einigem Hin und Her söhnen sich die Freunde bei einem Abendessen jedoch aus, bleiben aber in den verschiedenen Lagern. Ihr Versöhnungsmahl wird zudem durch Grimaud unterbrochen, der ihnen mitteilt, dass der Sohn von Milady nach Frankreich gekommen sei. Er habe auf seinem Weg schon den ehemaligen Henker von Lille erdolcht und trachte nun wohl den Freunden nach dem Leben. Dieser Sohn heißt Mordaunt, was die Freunde aber nicht wissen. Er war von Cromwell zu Mazarin gesandt worden, um Hilfe bei dem Kampf gegen Karl I. zu erbitten.

### England
In Paris grollt die Bewegung der Fronde, es werden Barrikaden errichtet und die Drohungen gegen Mazarin werden immer fordernder, so dass dieser schließlich mit der Königin nach St. Germain flieht. Ihre Flucht wird von Porthos und d’Artagnan tatkräftig unterstützt. Zur gleichen Zeit bittet Henriette d’Angleterre um Hilfe für ihren Mann, König Karl I., der von Cromwell und dem englischen Parlamentsheer bedroht wird. Sie wendet sich an Lord de Winter, Athos und Aramis, die den Auftrag annehmen und nach England reisen. Athos’ Sohn Raoul ist seinerseits mit 15 Jahren in den Dienst des Prinzen von Condé getreten und auf einem Feldzug.
In St. Germain, wohin sich der Hof zurückgezogen hat, übergibt Mazarin d’Artagnan eine Depesche mit dem Auftrag, diese erst dann zu öffnen, wenn er in London sei. Er solle, um dorthin zu gelangen, sich nach Boulogne begeben und in die Dienste Mordaunts treten. Mordaunt, dem d’Artagnan und Porthos von Anfang an misstrauen, führt sie zu Cromwell und schließlich in die Schlacht von Newcastle. Dort steht das schottische königliche Heer mit Karl I., Athos, Aramis und Lord de Winter den Rebellen Cromwells gegenüber. Doch der König wird von seinem Heer im Stich gelassen und für die Hälfte des Soldes, der ihm noch ausgezahlt werden sollte, verkauft. Die ehemaligen Musketiere und de Winter schmieden einen Plan, um den König zu retten, aber er misslingt und der König wird gefangen genommen. Athos und Aramis sind ebenfalls Kriegsgefangene, aber glücklicherweise in den Händen von d’Artagnan und Porthos, die mit Mordaunt ebenfalls auf dem Schlachtfeld waren. Lord de Winter wird von seinem Neffen, Mordaunt, erschossen und die vier Freunde erkennen den Sohn von Lady de Winter in diesem grausamen Rächer.

### Rache
Mordaunt ist nun ihr gemeinsamer Feind und d’Artagnan und Porthos wenden sich gegen den Befehl Mazarins, indem sie Athos und Aramis aus dem englischen Lager Cromwells befreien. Nun sind die vier Freunde wieder vereint und Athos gelingt es, sie zu überzeugen, eine Rettungsaktion für Karl I. zu planen. Ein erster Versuch auf dem Weg nach London misslingt, deswegen verdingen sie sich als Arbeiter für das Gerüst, auf dem Karl I. enthauptet werden soll. Doch auch dieser Versuch wird vereitelt, und zwar von Mordaunt, der sich als Henker anbietet – denn ein Teil des Planes sah vor, dass der Henker von London entführt werden sollte.
Nach dem Tod Karls I. folgen die Freunde dem vermeintlichen Henker und fordern ihn in seinem Haus zum Duell, doch Mordaunt kann entkommen. Erschöpft und traurig machen sich Athos, Aramis, Porthos und d’Artagnan nun auf den Heimweg nach Frankreich, aber die Besatzung des Bootes, das sie für die Überfahrt mieteten, wurde von Mordaunt bestochen. Er schifft sich mit ihnen und mehreren Tonnen voll Pulver ein.
Mitten auf dem Meer bemerken die Freunde, dass das Schiff voller Pulver ist, und können sich im letzten Moment in eine Barkasse retten. Das Schiff explodiert, in Brand gesteckt von Mordaunt, der als einziger der Besatzung noch rechtzeitig ins Wasser springt. Dort versucht er Athos zu überzeugen, ihn an Bord der Barkasse aufzunehmen. Doch als der Graf die Hand ausstreckt, um ihm zu helfen, zieht Mordaunt ihn ins Wasser. Athos bleibt keine andere Wahl, als ihn zu erdolchen.

### Gefangenschaft und Geiselnahme
Wieder in Frankreich, trennen sich die Freunde, denn Athos und Aramis sind Frondeure und d’Artagnan und Porthos Rebellen – sie haben sich dem Willen Mazarins widersetzt. Athos und Aramis reisen nach Paris, um Henriette die schlechte Nachricht mitzuteilen, dann machen sie sich auf die Suche nach Porthos und d’Artagnan, die verschwunden sind. Tatsächlich wurden sie von Mazarin verhaftet und in das Gefängnis von Rueil gesteckt. Athos bittet um eine Audienz bei der Königin, um die Freilassung seiner Freunde zu erbitten – mit dem Ergebnis, dass auch er inhaftiert wird. Doch zu dritt können sie sich befreien und sie schaffen es, den Kardinal, der in Rueil gerade sein gehortetes Geld inspizierte, als Geisel zu nehmen. Für seine Freilassung erhält d’Artagnan von Mazarin das Kapitänspatent, Porthos den Titel eines Barons, Aramis, dass der König der Pate des Sohnes von Madame de Longueville wird – und Athos Chevalier de l’ordre auf Antrag von Porthos, denn Athos hatte für sich selbst nichts verlangt.
Danach trennen sich ihre Wege, Athos kehrt nach Bragelonne zurück, d’Artagnan als Kapitän zu den Musketieren, Porthos auf seine Baronie und Aramis in sein Kloster.

## Der Vicomte von Bragelonne oder Zehn Jahre später
Im dritten Band hat Ludwig XIV. bereits den Thron bestiegen. D’Artagnan als sein Hauptmann langweilt sich in Versailles, wo sein Gebieter ein Fest nach dem anderen feiert. Aramis spinnt inzwischen im Hintergrund eine Intrige: In seiner neuen Funktion als Generaloberer der Jesuiten will er den verantwortungslosen König durch seinen Zwillingsbruder austauschen. Hierzu sichert er sich die Mithilfe Porthos’ und des Finanzministers Fouquet, der jedoch im entscheidenden Moment versagt und den Plan zunichtemacht. Letztlich kostet ihn dies sein Amt und seine Freiheit; sein Nachfolger wird der intrigante Colbert.
Ein weiterer Handlungsfaden umfasst Athos’ Sohn Raoul, der eine Hofdame, Louise de la Vallière, liebt. Leider macht der König sie jedoch zu seiner Mätresse und bringt Vater und Sohn, gleichermaßen treu und voller Respekt vor seiner Person, in einen Gewissenskonflikt.
Nachdem der König Aramis’ Plan aufgedeckt hat, befiehlt er d’Artagnan, die Verantwortlichen aufzuspüren; diesem gelingt es jedoch zuletzt, seine Freunde zu rehabilitieren.
Drei der vier Helden der Geschichte sterben am Ende des dritten Bandes. Porthos wird durch den Einsturz einer Höhle getötet, in die er sich mit Aramis vor den feindlich gesinnten Männern des Königs geflüchtet hat, kann aber Aramis zuvor noch das Leben retten. Athos stirbt vor Kummer, als sein Sohn in Afrika getötet wird. D’Artagnan kommt in Holland bei der Belagerung von Maastricht durch einen Querschläger ums Leben, kurz nachdem ihn der König zum Marschall von Frankreich ernannt hat. Am Ende der Geschichte ist nur noch Aramis, nun spanischer Botschafter und Träger höchster Orden, am Leben.

## Die Figuren und ihr historischer Hintergrund

### Porthos
Dumas macht aus Portau einen treuen Kameraden, bärenstark, manchmal etwas rau und sehr impulsiv, der sich nicht so gepflegt auszudrücken weiß wie zum Beispiel Athos, auch nicht über dessen oder Aramis’ Klugheit verfügt, aber ein gutes Herz hat.

### Athos
Dumas machte aus Athos einen geheimnisvollen, sehr ruhigen und überlegten Mann mit einer großen Vergangenheit. In dem Roman Die drei Musketiere stammt Athos aus einer großen adeligen Familie, welche Ländereien in Berry besitzt. Er schreibt ihm außerdem einen Sohn zu, Raoul, den Vicomte de Bragelonne, der aus einer unehelichen Liebesaffäre mit Madame de Chevreuse hervorgeht.

## Verfilmungen

### Filme
Sämtliche Teile wurden mehrfach verfilmt, von denen folgende hervorzuheben sind:
- 1921: Die drei Musketiere (1921) (Les Trois Mousquetaires) – französischer Stummfilm von Henri Diamant-Berger mit Aimé Simon-Girard als D’Artagnan und Claude Mérelle als Milady de Winter. Der werkgetreue Film wurde 2002 auf DVD wiederveröffentlicht
- 1921: Die drei Musketiere (The Three Musketeers) – US-amerikanischer Stummfilm von Fred Niblo mit Douglas Fairbanks senior als D’Artagnan
- 1922: Die drei Muskrepiere (The Three Must-Get-Theres) – US-amerikanische Stummfilmparodie von und mit Max Linder
- 1929: Die eiserne Maske (The Iron Mask) – US-amerikanischer Abenteuerfilm von Allan Dwan mit Douglas Fairbanks senior als D’Artagnan, Fortsetzung von Fred Niblos Version aus dem Jahr 1921, teilweise mit derselben Besetzung
- 1935: Die drei Musketiere (The Three Musketeers) – US-amerikanischer Schwarzweißfilm von Rowland V. Lee mit Walter Abel als D’Artagnan, Paul Lukas als Athos, Margot Grahame als Lady d Winter, Moroni Olsen als Porthos und Onslow Stevens als Aramis
- 1939: Die drei Musketiere (The Three Musketeers) – US-amerikanische Filmkomödie von Allan Dwan mit Don Ameche als D’Artagnan und den Ritz Brothers
- 1939: Der Mann mit der eisernen Maske (The Man in the Iron Mask) – US-amerikanischer Abenteuerfilm von James Whale mit Louis Hayward als Ludwig XIV., Warren William als D’Artagnan, Alan Hale senior als Porthos, Miles Mander als Aramis und Bert Roach als Athos sowie Joan Bennett als Maria Theresia
- 1948: Die drei Musketiere (The Three Musketeers) – US-amerikanischer Mantel-und-Degen-Film von George Sidney mit Gene Kelly als D’Artagnan, Angela Lansbury als Königin Anne, Lana Turner als Lady de Winter und Vincent Price als Kardinal Richelieu für MGM
- 1952: Der liebe Tom verliert den Kopf (The Two Mouseketeers) – US-amerikanischer Tom-und-Jerry-Zeichentrickkurzfilm von Hanna und Barbera
- 1952: Die Söhne der drei Musketiere (At Sword’s Point), US-amerikanischer Abenteuerfilm von Lewis Allen, mit Cornel Wilde als D’Artagnan junior und Maureen O’Hara als Claire, Tochter von Athos, sowie Gladys Cooper als Königin Anne
- 1953: Die Abenteuer der drei Musketiere (Les 3 Mousquetaires) – Italienisch-französische Verfilmung von André Hunebelle mit Georges Marchal als D’Artagnan, Gino Cervi als Porthos, Jean Martinelli als Athos, Jacques François als Aramis, Bourvil als Planchet und Yvonne Sanson als Milady de Winter
- 1961: Die drei Musketiere (Les Trois Mousquetaires) – Teil 1: Haudegen der Königin, Teil 2: Ohne Furcht und Tadel, französisch-italienischer Abenteuerfilm von Bernard Borderie mit Gérard Barray als D’Artagnan Mylène Demongeot als Lady de Winter Perrette Pradier als Constance de Bonacieux, Georges Descrières als Athos, Bernard Woringer als Porthos, Jacques Toja als Aramis und Jean Carmet als Planchet
- 1962: Das Zeichen der Musketiere (Il colpo segreto di d'Artagnan) – Regie: Siro Marcellini, mit George Nader als D’Artagnan
- 1971: Die Sex-Abenteuer der drei Musketiere – deutsche Sexfilm-Adaption von Erwin C. Dietrich
- 1973: Die drei Musketiere (The Three Musketeers) – britische Filmkomödie von Richard Lester mit Michael York als D’Artagnan, Oliver Reed als Athos, Frank Finlay als Porthos, Richard Chamberlain als Aramis, Charlton Heston als Richelieu, Faye Dunaway als Milady de Winter, Jean-Pierre Cassel als König Ludwig XIII., Geraldine Chaplin als Königin Anna von Österreich und Raquel Welch als Constance Bonacieux
- 1974: Die vier Musketiere – Die Rache der Mylady (The Four Musketeers) – Besetzung und Stab wie 1973, gleichzeitig gedreht, zweiter Teil der Trilogie von Richard Lester
- 1974: Wir Viere sind die Musketiere (Les Quatre Charlots mousquetaires) – gut ausgestattete Parodie mit den 4 Charlots, die als Diener der total überforderten Musketiere deren Aufgaben erledigen.
- 1974: Hilfe, mein Degen klemmt  (Les Charlots en folie: À nous quatre Cardinal!) –  weiterer Teil mit den 4 Charlots als Diener der Musketiere
- 1977: Der Mann mit der eisernen Maske (The Man in the Iron Mask) – US-amerikanischer Fernsehfilm von Mike Newell mit Richard Chamberlain als Louis XIV./Philippe sowie Louis Jourdan als D’Artagnan
- 1978: D’Artagnan und die drei Musketiere (D’Artanyan i tri mushketyora) – dreiteiliger sowjetischer Musicalfilm von Georgi Yungvald-Khilkevich mit Michail Sergejewitsch Bojarski als D’Artagnan und Weniamin Borissowitsch Smechow in der Rolle des Athos
- 1979: Das Geheimnis der eisernen Maske (The Fifth Musketeer)
- 1989: Die Rückkehr der Musketiere (The Return of the Musketeers) – dasselbe Team wie 1973/74; Verfilmung des Romans Zwanzig Jahre später und Abschluss der Filmtrilogie von Richard Lester
- 1993: Die drei Musketiere (The Three Musketeers) – US-amerikanisch-englisch-österreichischer Mantel-und-Degen-Film von Stephen Herek mit Charlie Sheen als Aramis, Kiefer Sutherland als Athos, Chris O’Donnell als D’Artagnan, Oliver Platt als Porthos, Tim Curry als Richelieu und Michael Wincott als Rochefort
- 1994: D’Artagnans Tochter (La Fille de d’Artagnan) – französische Abenteuerkomödie von Bertrand Tavernier mit Sophie Marceau als Eloïse d’Artagnan, Philippe Noiret als D’Artagnan, Sami Frey als Aramis, Jean-Luc Bideau als Athos und Raoul Billerey als Porthos
- 1998: Der Mann in der eisernen Maske (The Man in the Iron Mask) – US-amerikanisch-britisch-französischer Mantel-und-Degen-Film von Randall Wallace mit Leonardo DiCaprio als Louis XIV./Philippe, Jeremy Irons als Aramis, John Malkovich als Athos, Gérard Depardieu als Porthos und Gabriel Byrne als D’Artagnan
- 2001: The Musketeer – Abenteuerstreifen im Stil eines Mantel-und-Degen-Films in Koproduktion zwischen Großbritannien, Frankreich, Deutschland und Luxemburg unter der Regie von Peter Hyams mit Catherine Deneuve als Königin Anna, Mena Suvari als Francesca Bonacieux und Justin Chambers als D’Artagnan
- 2004: Micky, Donald, Goofy – Die drei Musketiere (Mickey, Donald, Goofy: The Three Musketeers) – US-amerikanische Zeichentrickversion von Disney mit Micky Maus, Goofy und Donald Duck in den Hauptrollen (nur auf Video)
- 2005: Die drei Musketiere (D’Artagnan et les trois mousquetaires) – Französischer Abenteuerfilm in zwei Teilen von Pierre Aknine mit Emmanuelle Béart als Mylady de Winter, Tchéky Karyo als Kardinal Richelieu, Vincent Elbaz als D’Artagnan, Heino Ferch als Athos, Grégori Derangère als Aramis und Grégory Gadebois als Porthos
- 2009: Barbie und Die Drei Musketiere (Barbie and the Three Musketeers) – US-amerikanischer computeranimierter Film von William Lau
- 2011: Die drei Musketiere (The Three Musketeers) – Abenteuerfilm in 3D von Paul W. S. Anderson – mit Logan Lerman als D’Artagnan, Orlando Bloom als Herzog von Buckingham, Milla Jovovich als M’lady De Winter, Christoph Waltz als Kardinal Richelieu, Matthew Macfadyen als Athos, Ray Stevenson als Porthos und Luke Evans als Aramis
- 2011: Die drei Musketiere (The Three Musketeers) – Aktualisierung durch das Studio The Asylum, Regie: Cole S. McKay mit Keith Allen und Heather Hemmens
- 2013: Die Drei Musketiere – Kampf um Frankreichs Krone (Tri mushketera) – russischer Abenteuerfilm von Sergei Zhigunow mit Rinal Mukhametov als D’Artagnan, Yuriy Chursin als Athos, Aleksey Makarov als Porthos und Pavel Barshak als Aramis
- 2023: Die drei Musketiere – D’Artagnan (Les Trois Mousquetaires : D’Artagnan), französischer Abenteuerfilm, Regie: Martin Bourboulon, mit François Civil in der titelgebenden Rolle
- 2024: Die drei Musketiere – Milady (Les Trois Mousquetaires : Milady), französischer Abenteuerfilm, Regie: Martin Bourboulon, mit Eva Green in der titelgebenden Rolle

### Serien

#### Kino
- Die drei Musketiere (The Three Musketeers) von 1933 aus den USA, mit John Wayne als einer von drei Fremdenlegionären, die in Arabien einen Aufstand verhindern und ihren Freund retten; 12 Folgen.

#### Fernsehen
- The Three Musketeers (1966/67) mit Jeremy Brett (d’Artagnan) und Brian Blessed (Porthos), 10-teilige BBC-Serie
- D’Artagnan mit Dominique Paturel (d’Artagnan), François Chaumette (Athos), Rolf Arndt (Porthos) und Adriano Amedei Migliano (Aramis), (1969) – Deutsch-Französisch-Italienische Koproduktion, die als einzige Verfilmung alle Teile der Trilogie behandelt.
- Der verliebte D’Artagnan (1977) mit Nicolas Silberg als D’Artagnan und Angelo Bardi als Planchet setzt die Abenteuer 15 Jahre später fort. Im Laufe der Handlung tauchen dann auch die drei Musketiere wieder auf.
- D’Artagnan und die Drei Musketiere (1979) – sowjetische Verfilmung des ersten Buches in 3 Folgen. 1992 die Fortsetzungen Die Musketiere zwanzig Jahre später und 1993 Das Geheimnis der Königin Anna, oder Die Musketiere dreißig Jahre später.
- D’Artagnan und die 3 MuskeTiere (1981/82) – Zeichentrickserie mit 26 Folgen, in der fast alle Hauptrollen von Haushunden gespielt werden.
- Der Ring der Musketiere (1992) – David Hasselhoff (John Smith D’Artagnan) und Thomas Gottschalk (Peter Portos) als Rocker
- Lady Musketier – Alle für Eine (2004) – kroatisch-deutsch-amerikanische zweiteilige Produktion mit Susie Amy (Valentine D’Artagnan), Gérard Depardieu (Kardinal Mazarin), Michael York (D’Artagnan), Nastassja Kinski (Lady Bolton), John Rhys-Davies (Porthos), Christopher Cazenove (Athos), Casper Zafer (Gaston), Allan Corduner (Aramis), Freddie Sayers (King Louis), Kristina Krepela (Princess Maria Theresa), Roy Dotrice (Commander Finot), Marcus J. Pirae (Villeroi)
- D’Artagnan und die drei Musketiere (Anime Sanjūshi) (1987–1989) – japanische Animeserie mit 52 Folgen, in der Aramis eine Frau ist.
- Die Drei Musketiere – Kampf um Frankreichs Krone (2013) Russische Miniserie mit Rinal Mukhametov, Yuriy Chursin, Aleksey Makarov und Pavel Barshak
- Die Musketiere (2014–2016), BBC-Serie mit Luke Pasqualino (d'Artagnan), Tom Burke (Athos), Marc Warren (Rochefort)

## Vertonungen

### Operette
- D’Artagnan und die drei Musketiere – Komische Operette in 3 Akten. Musik: Rudolf Raimann, Libretto: Victor Léon. Uraufführung: 1. September 1881, Carl-Schultze-Theater, Hamburg.
- Die drei Musketiere – Revue-Operette in 2 Akten. Musik: Ralph Benatzky, Libretto: Rudolf Schanzer und Ernst Welisch. Uraufführung: 31. August 1929, Großes Schauspielhaus, Berlin.

### Musical
2003 feierte das Musical 3 Musketiers, de Musical in Rotterdam seine Premiere. Rob & Ferdi Bolland steuerten Musik und Texte dazu bei. Paul Eenens übernahm die Regie für das Musical, das in leicht abgewandelter Form von d’Artagnans Abenteuern erzählt. Weitere Aufführungsorte waren Berlin, Stuttgart und Tecklenburg. Die österreichische Erstaufführung fand am 23. Juli 2010 auf der Felsenbühne Staatz statt.

### Hörspiele
- 1929: Alexandre Dumas der Ältere, Erik Charell: Die drei Musketiere. Ein Spiel aus romantischer Zeit mit Musik von gestern und heute – Bearbeitung (Wort): Rudolf Schanzer, Ernst Welisch; Komposition: Ralph Benatzky; Regie: Erich Charell Sendespiel (Hörspielbearbeitung), Theater, Revue – Funk-Stunde Berlin
  - Es sprachen u. a.: Siegfried Arno, Robby Hanke, Paul Wegener, Trude Hesterberg und Paul Morgan.[4]
- Alexandre Dumas der Ältere: Die Drei Musketiere. Regie: Sven Stricker, Sprecher: Ulrich Pleitgen, Andreas Fröhlich, Thomas Wenke, Samuel Weiss, Horst Stark, 2 CD, Der Hörverlag 2003, ISBN 3-89940-152-2.

### Hörbücher
- 2003/2006  Die drei Musketiere, (D’Artagnan gesprochen von Andreas Fröhlich), 2 CD, Der Hörverlag GmbH, München, ISBN 978-3-89940-951-2
- 2009: Die drei Musketiere (Audible exklusiv, gelesen von Detlef Bierstedt)
- 2018: Die drei Musketiere, Steinbeach sprechende Bücher (gelesen von Christoph Lindert), ISBN 978-3-86974-350-9

## Rezeption in der Literatur
Athos, Porthos und d’Artagnan, oder Die drei Musketiere. Historisches Schauspiel in 4 Akten und einem Vorspiel: „Der Mönch“. Dem Französischen; „Vingt ans après“ des Alexandre Dumas frei nachgebildet von A. Theobald. erschien 1856 in Berlin beim Verlag Hayn in der Reihe Bühnen-Repertoir des Auslandes, Bd. 179;
Eigenen Angaben zufolge verfasste Ernst Anton Zündt 1879 Die drei Musketiere. Drama in drei Akten.
1976 bis 1977 veröffentlichte der Pabel-Verlag eine 65 Folgen umfassende Heftromanserie Die vier Musketiere. Sie wurde von Susanne und Udo Wiemer frei nach Dumas geschrieben und unter dem Pseudonym Jean Lafitte veröffentlicht.
Die drei Musketiere. Ein Spektakel nach dem Roman von Alexandre Dumas von Jérôme Savary hatte unter der Regie von Peter Jordan und Leonhard Koppelmann am 5. Juni 2014 am Hamburger Thalia-Theater Premiere.
2011 veröffentlichte der Carlsen-Verlag die Graphic Novel Die drei Musketiere – Aufzeichnungen des jungen D’Artagnan  von Nicolas Juncker, der die Geschichte aus der persönlichen Innensicht von D’Artagnan erzählt.
2019 erschien das Theaterstück D’Artagnans Tochter und die drei Musketiere nach Alexandre Dumas von Volker Ullmann und Thomas Finn.

## Trivia
Das Motto der drei Musketiere „Einer für alle, alle für einen“ (französisch Un pour tous, tous pour un) wurde in vielen Bereichen zitiert, zum Beispiel in der Politik (besonders mit Bezug auf Sozialpolitik), im Mannschaftssport, als Kinderbuch-Titel, in Klimaschutz-Initiativen, Selbsthilfegruppen, Militärbündnissen, Versicherungen und in der Werbung. Es ist der (inoffizielle) Wahlspruch der Schweizerischen Eidgenossenschaft und steht in der lateinischen Version Unus pro omnibus, omnes pro uno in der Kuppel des Berner Bundeshauses.
2008 kam der mit acht Oscars ausgezeichnete Film Slumdog Millionär in die Kinos, in dem der 18-jährige Held des Films, Jamal Malik, in der Sendung Who Wants to Be a Millionaire? die alles entscheidende Frage beantworten muss, wer neben Athos und Porthos der dritte Musketier war. Aus den vier möglichen Antworten wählt er zufällig Aramis und gewinnt 20 Millionen Rupien.
Die Akteure der US-amerikanischen Fernsehsendung Mickey Mouse Club oder die Mitglieder in den lokalen MM Clubs wurden Mouseketeer genannt (Wortspiel, in Deutsch etwa „Mausketier“).
Motive aus der Geschichte der drei Musketiere, angeregt durch erfolgreiche Verfilmungen, sind häufig für Werbefilme eingesetzt worden. Beispiel: Die Wicküler-Brauerei warb in den 1960ern mit einem Spot und dem Motto „Männer wie wir – Wicküler Bier“. Bis heute (2022) ist eine Zeichnung der drei auf jeder Bierflasche zu sehen.

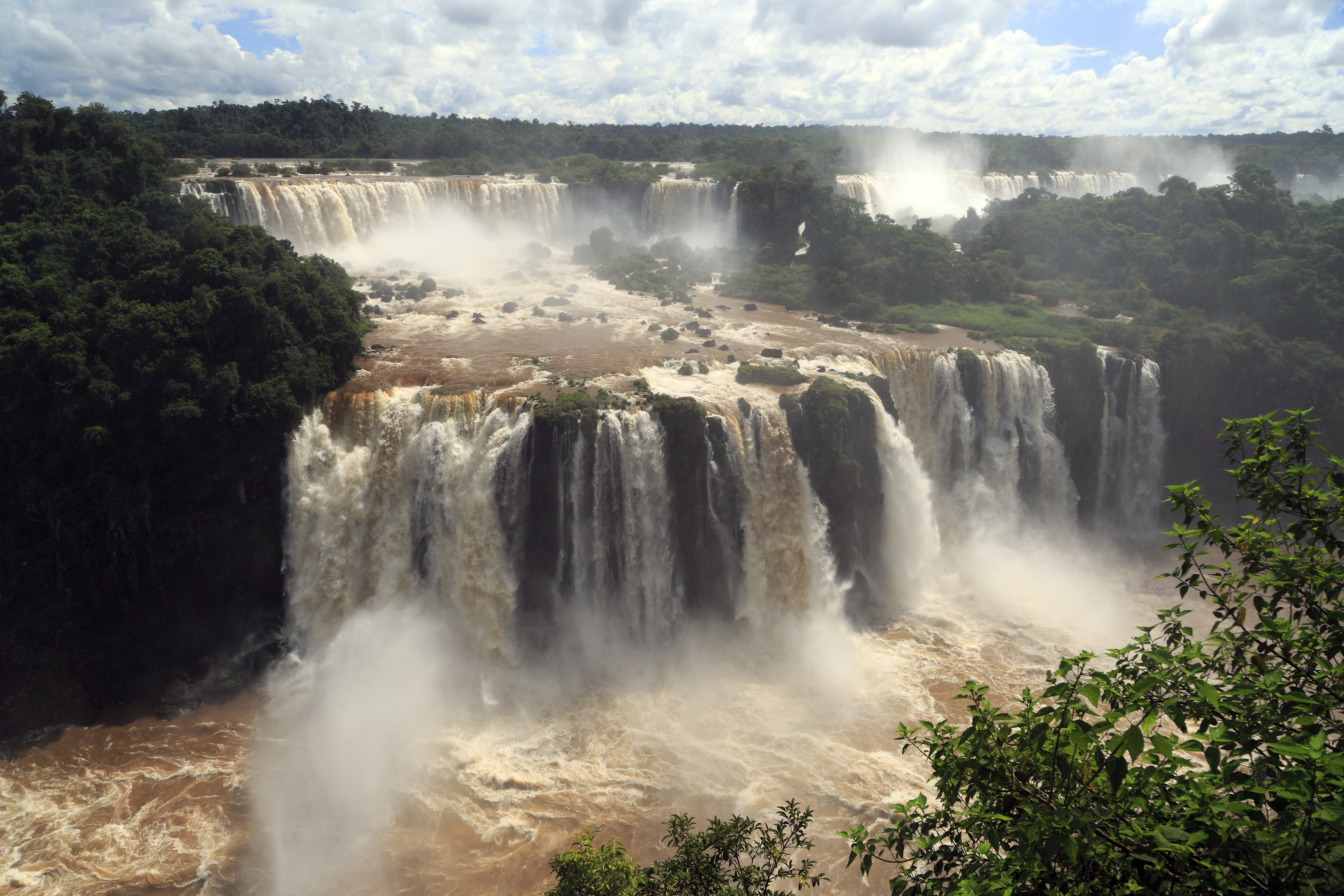
Die drei Musketiere, ein markanter Teil der Iguazú-Wasserfälle

Ein Abschnitt der Iguazú-Wasserfälle, wo das Wasser in drei annähernd regelmäßigen Säulen herabstürzt, wurde nach den drei Musketieren benannt („Salto tres Mosqueteros“).
Im Frühstyxradio gibt es eine Parodie der Drei Musketiere. Die Folgen dieser Serie bestehen aus zumeist ca. einminütigen Kalauern.